# Ville de Paris (SNS 060)
Pour les autres navires du même nom, voir Ville de Paris.
Le Ville de Paris (SNS 060) est un bateau de la Société nationale de sauvetage en mer (SNSM) en France qui fut en service à la station SNSM de l'île de Sein entre 1980 et 2016. Il est le premier de la série commencée en 1980 des canots tous temps de 17,60 m, avec une coque en polyester et composite verre-résine (CVR), canot insubmersible et auto-redressable. Il pouvait ainsi sortir dans n'importe quelle condition de vent et de mer, et affronter les mers les plus dures. Il appareillait après le quart-d'heure qui suit l'alerte, elle-même déclenchée par le CROSS pour un sauvetage ou une évacuation sanitaire (EVASAN). Ces canots tous temps sont reconnaissables à leur coque de couleur verte (couleur héritée de la SCSN) et à leur immatriculation « SNS 0nn ».

## Histoire
C'est le prototype des canots tous temps de la série des 17,60 m. On peut ainsi remarquer ses superstructures qui sont différentes par rapport à ses sister-ships, au nombre de 31. Il était doté de moteurs Iveco de 270 ch chacun lui permettant d'atteindre la vitesse de 15 nœuds, performances portées à 18 nœuds par l'installation, en 2003, de deux moteurs de 360 ch.

## Service

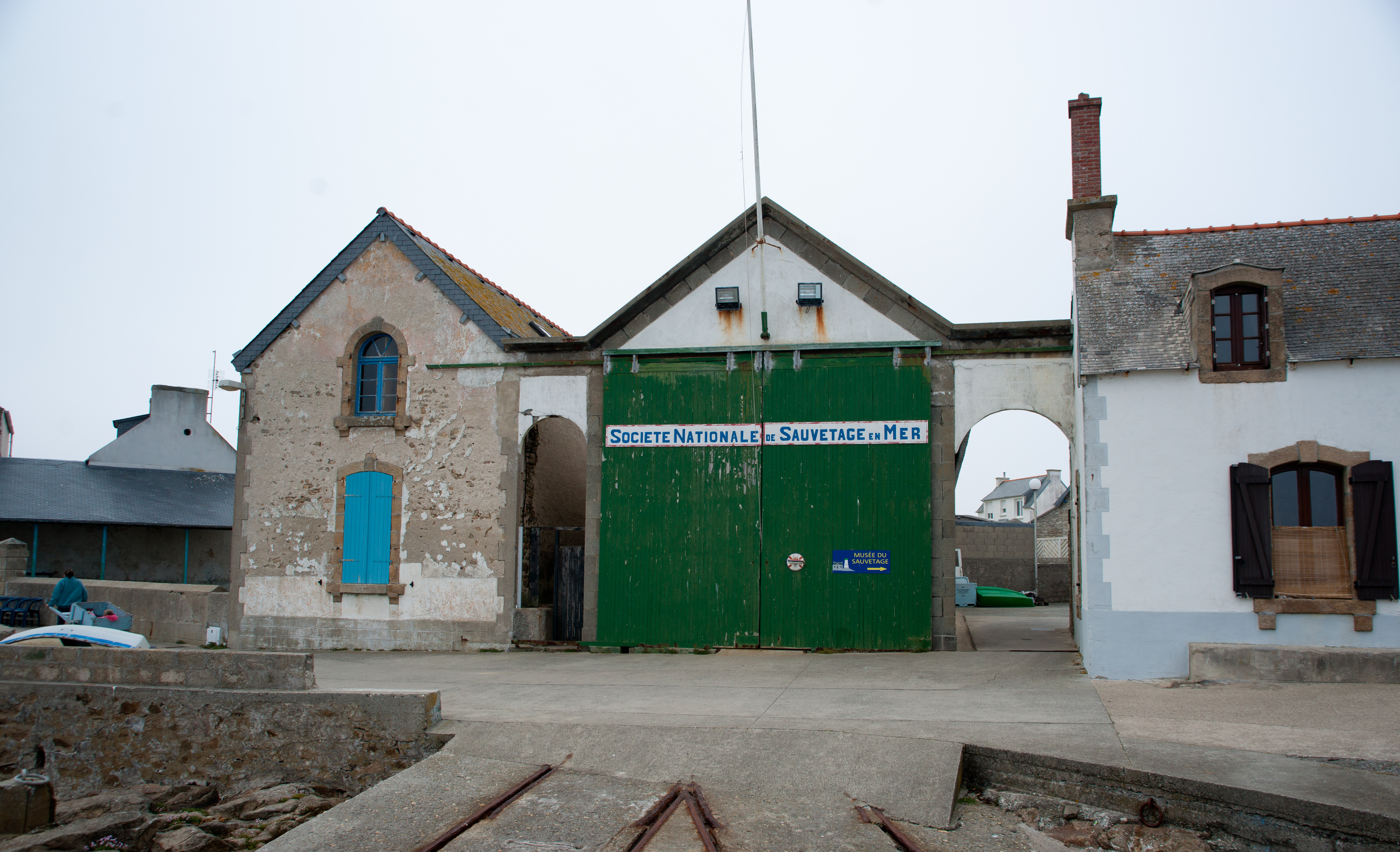
L'ancien abri et la cale de lancement, en 2011.

D'une longueur de 17,60 m pour 4,40 m de large, d'une vitesse maximale de 18 nœuds, il est mis en service à la station SNSM de l'île de Sein le 26 janvier 1980 pour remplacer le Patron François Hervis, sérieusement endommagé lors du sauvetage de l'escorteur d'escadre de la marine nationale française Duperré en 1978. Cette station de sauvetage est pleinement justifiée du fait de sa position située dans des parages particulièrement dangereux, avec des hommes connaissant parfaitement leur zone d'intervention.
Il a subi une refonte totale de modernisation en 2003, et a reçu de nouveaux moteurs. C'était le plus vieux des canots tous temps de cette série, il avait en effet dépassé les 30 ans de service, âge limite des bateaux de la SNSM.
Réformé en février 2016, le Ville de Paris a été acquis par une société de services maritimes en novembre de la même année. Il a rallié son nouveau port d'attache, Le Tréport, où il a été accueilli par la vedette Président JC Fortini (SNS 209) début décembre,.

## Succession

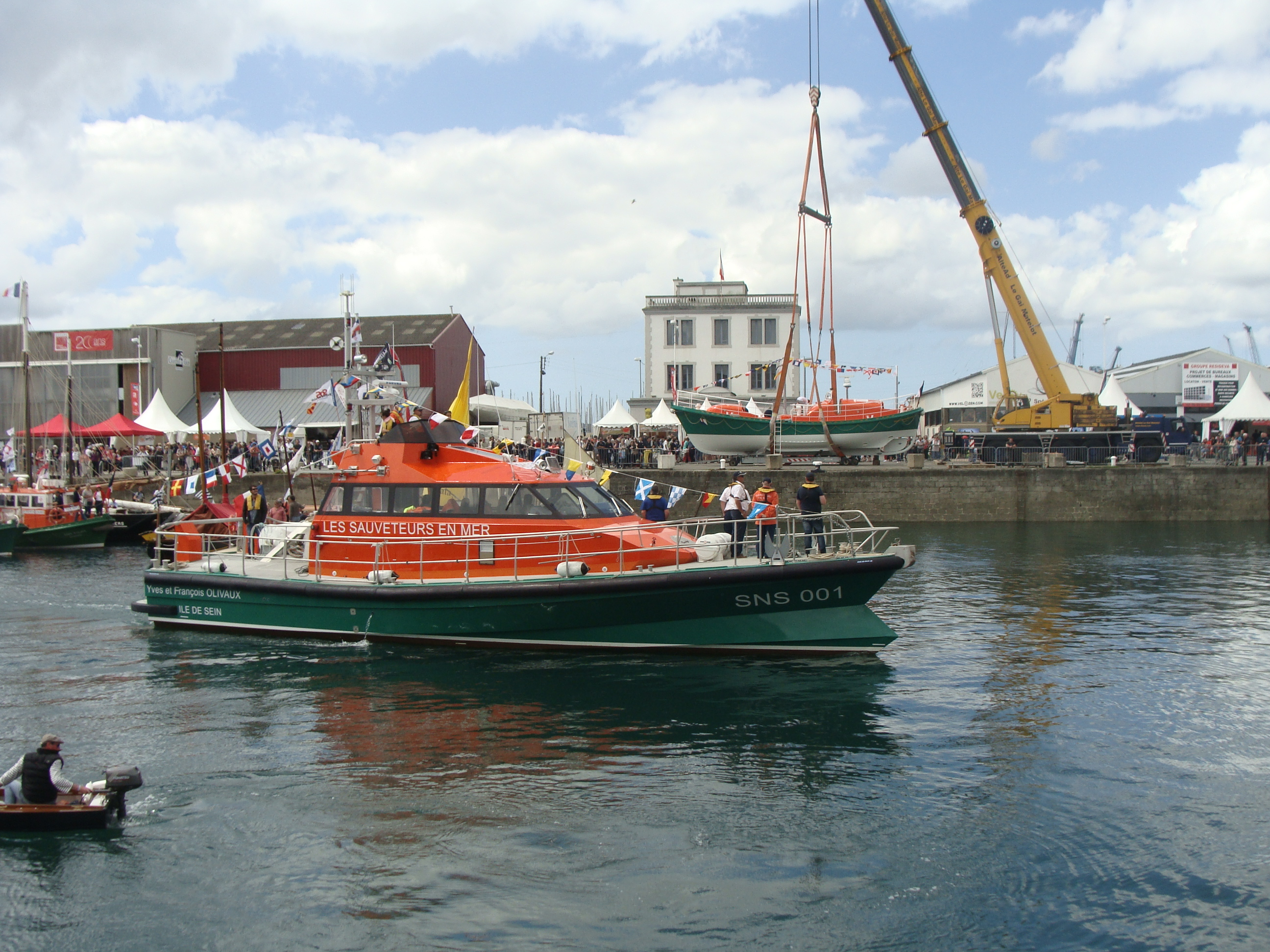
LYves et Francois Olivaux (SNS 001), à Brest, en 2016.

Le Ville de Paris a été remplacé en février 2016 par le prototype des canots tous temps de nouvelle génération, dits « CTT NG », l'Yves et François Olivaux (SNS 001), du nom de l'époux et du fils de la légataire, Nelly Olivaux,.